# C9orf152
C9orf152 (англ. Chromosome 9 open reading frame 152) – білок, який кодується однойменним геном, розташованим у людей на короткому плечі 9-ї хромосоми. Довжина поліпептидного ланцюга білка становить 239 амінокислот, а молекулярна маса — 26 314.
| 10         |  | 20         |  | 30         |  | 40         |  | 50         |
| ---------- |  | ---------- |  | ---------- |  | ---------- |  | ---------- |
| MEGLPCPCPA |  | LPHFWQLRSH |  | LMAEGSRTQA |  | PGKGPPLSIQ |  | FLRAQYEGLK |
| RQQRTQAHLL |  | VLPKGGNTPA |  | PAESMVNAVW |  | INKERRSSLS |  | LEEADSEVEG |
| RLEEAAQGCL |  | QAPKSPWHTH |  | LEMHCLVQTS |  | PQDTSHQVHH |  | RGKLVGSDQR |
| LPPEGDTHLF |  | ETNQMTQQGT |  | GIPEAAQLPC |  | QVGNTQTKAV |  | ESGLKFSTQC |
| PLSIKNPHRS |  | GKPAYYPFPQ |  | RKTPRISQAA |  | RNLGLYGSA  |  |            |

A: Аланін

C: Цистеїн

D: Аспарагінова кислота

E: Глутамінова кислота

F: Фенілаланін

G: Гліцин

H: Гістидин

I: Ізолейцин

K: Лізин

L: Лейцин

M: Метіонін

N: Аспарагін

P: Пролін

Q: Глутамін

R: Аргінін

S: Серин

T: Треонін

V: Валін

W: Триптофан